# 노키아 튠

노키아 튠

노키아 튠은 1902년에 스페인의 클래식 기타 연주자 및 작곡가 프란시스코 타레가가 작곡한 솔로 기타 모음집의 곡 Gran Vals에서 발췌한 멜로디이다.
1993년 노키아의 안시 반요키(Anssi Vanjoki)의 결정으로 라우리 키비넨(Lauri Kivinen)이 Gran Vals 전곡을 매입하였고, 그 중 일부를 선택하여 노키아 튠이 탄생하였다. 이 멜로디는 Gran Vals의 13-16번째 마디이다.
노키아는 이 멜로디에 대한 상표권을 주장하고 있으며, 휴대폰에서 들을 수 있는 최초의 식별 가능한 벨소리이다. 전 세계에서 하루에 약 18억 회 재생되며, 이는 초당 약 2만번이다.